# Dane (Town)
Die Town of Dane ist eine von 34 Towns im Dane County im US-amerikanischen Bundesstaat Wisconsin. Im Jahr 2010 hatte die Town of Dane 990 Einwohner.
Town hat in Wisconsin eine grundlegend andere Bedeutung als im übrigen englischsprachigen Bereich. Vielmehr entspricht sie den in den anderen US-Bundesstaaten üblichen Townships, die nach dem County die nächstkleinere Verwaltungseinheit bilden.
Das Gebiet der Town of Dane ist Bestandteil der Metropolregion Madison.

## Geografie
Die Town of Dane liegt im Süden Wisconsins, im nördlichen Vorortbereich von dessen Hauptstadt Madison. Der am Mississippi gelegene Schnittpunkt der drei Bundesstaaten Wisconsin, Iowa und Minnesota liegt rund 176 km westlich; nach Illinois sind es rund 95 km in südlicher Richtung.
Die Koordinaten des geografischen Zentrums der Town of Dane sind 43°15′16″ nördlicher Breite und 89°33′00″ westlicher Länge. Sie erstreckt sich über eine Fläche von 90,9 km². Die selbstständige Gemeinde Dane wird vollständig von der Town of Dane umschlossen, ohne dass diese der Town angehört.
Die Town of Dane liegt im Norden des Dane County und grenzt an folgende Nachbartowns:
| Town of West Point (Columbia County) | Town of Lodi (Columbia County)              | Town of Arlington (Columbia County) |
| Town of Roxbury                      | Kompassrose, die auf Nachbargemeinden zeigt | Town of Vienna                      |
| Town of Berry                        | Town of Springfield                         | Town of Westport                    |

## Verkehr
Der Wisconsin State Highway 113 führt durch den Osten und Nordosten der Town of Dane. Durch die äußerste südwestliche Ecke der Town verläuft der U.S. Highway 12. Daneben führen noch die County Highways P, V und Y durch die Town. Alle weiteren Straßen sind untergeordnete Landstraßen sowie teils unbefestigte Fahrwege.
Durch den Osten der Town of Dana verläuft in Nord-Süd-Richtung eine Eisenbahnstrecke der Wisconsin and Southern Railroad (WSOR), einer regionalen (Class II) Frachtverkehrsgesellschaft.
Der nächste Flughafen ist der Dane County Regional Airport in Wisconsins Hauptstadt Madison (rund 25 km südwestlich).

## Bevölkerung
Nach der Volkszählung im Jahr 2010 lebten in der Town of Dane 990 Menschen in 363 Haushalten. Die Bevölkerungsdichte betrug 10,9 Einwohner pro Quadratkilometer. In den 363 Haushalten lebten statistisch je 2,73 Personen.
Ethnisch betrachtet setzte sich die Bevölkerung zusammen aus 96,6 Prozent Weißen, 0,7 Prozent Afroamerikanern, 0,7 Prozent Asiaten sowie 0,9 Prozent aus anderen ethnischen Gruppen; 1,1 Prozent stammten von zwei oder mehr Ethnien ab. Unabhängig von der ethnischen Zugehörigkeit waren 2,8 Prozent der Bevölkerung spanischer oder lateinamerikanischer Abstammung.
23,7 Prozent der Bevölkerung waren unter 18 Jahre alt, 62,3 Prozent waren zwischen 18 und 64 und 14,0 Prozent waren 65 Jahre oder älter. 45,8 Prozent der Bevölkerung war weiblich.
Das mittlere jährliche Einkommen eines Haushalts lag bei 85.250 USD. Das Pro-Kopf-Einkommen betrug 36.494 USD. 1,4 Prozent der Einwohner lebten unterhalb der Armutsgrenze.

## Ortschaften in der Town of Dane
Neben Streubesiedlung existieren in der Town of Dane keine weiteren Siedlungen.